# Moisei Oeritskiy

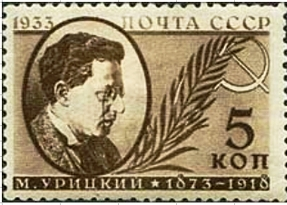
Oeritskiy op een Sovjet-postzegel uit 1933

Moisei Solomonovich Oeritskiy (Oekraiens: Мойсе́й Соломо́нович Ури́цький ; Russisch: Моисе́й Соломо́нович Ури́цкий) (Tsjerkasy (Keizerrijk Rusland), 14 januari [O.S. 2 januari] 1873 – Petrograd (RSFSR), 30 augustus 1918), ook wel gespeld als Moisej Uritski, ook bekend onder zijn pseudoniem Boretsky, was een bolsjewistische revolutionaire leider in Rusland . Na de Oktoberrevolutie was hij hoofd van de Tsjeka in de Sovjet van Petrograd . Oeritskiy werd vermoord door Leonid Kannegisser, een cadet die kort daarna werd geëxecuteerd.

## Familie
Moisei Oeritskiy werd geboren in Tsjerkasy, een stad die destijds behoorde tot het gouvernement Kiev, in een Joods gezin. Zijn vader was koopman, maar overleed toen Moisei nog jong was, waarna zijn moeder hem alleen opvoedde. Hij volgde zijn opleiding aan het gymnasium van Bila Tserkva en voorzag in zijn levensonderhoud door bijles te geven. In deze periode raakte hij actief betrokken bij de sociaaldemocratische beweging.

## Vroege politieke carrière
Oeritskiy studeerde rechten aan de Keizerlijke Universiteit van Sint Volodymyr in Kiev. Tijdens zijn studie werd hij lid van de Russische Sociaaldemocratische Arbeiderspartij en en zette hij een clandestien netwerk op voor de import en distributie van politieke literatuur. In 1897 werd hij gearresteerd vanwege het beheren van een illegale drukpers en daarop verbannen. Hij raakte steeds dieper betrokken bij de revolutionaire beweging en werd lid van de Algemene Joods Arbeidersbond . In 1903 koos hij de kant van de mensjewieken . Zijn activiteiten in Sint-Petersburg tijdens de revolutie van 1905 leverden hem een tweede termijn in ballingschap op. Samen met Alexander Parvus was hij actief in het sturen van revolutionaire agenten om het tsaristische veiligheidsapparaat van binnenuit te ondermijnen.

## Russische Revolutie
In 1914 vestigde Oeritskiy zich in Frankrijk, waar hij artikelen schreef voor het partijblad *Ons Woord*, dat onder redactie stond van Leon Trotski. Terug in Rusland, na de Februarirevolutie van 1917, werd Oeritskiy lid van de Mezhraiontsy-groep. Een paar maanden voor de Oktoberrevolutie sloot hij zich aan bij de bolsjewieken en werd in juli 1917 gekozen tot lid van hun Centraal Comité. Oeritskiy speelde een prominente rol in de gewapende machtsovername door de bolsjewieken in oktober en kreeg vervolgens de leiding over de geheime politie in Petrograd, de Tsjeka. In deze functie coördineerde Oeritskiy de vervolging van leden van de adel, militaire leiders, rivaliserende socialisten, hoge geestelijken van de Russisch-Orthodoxe Kerk en iedereen die zich tegen de bolsjewieken verzette.
Omdat Oeritskiy fel gekant was tegen het door Lenin gesloten  Verdrag van Brest-Litovsk was, nam hij in 1918 ontslag, net als Boecharin, Boebnov, Piatakov, Dzerzjinski en Smirnov . Op 4 maart 1918 publiceerde het comité van Petrograd het eerste nummer van het tijdschrift Kommunist, het publieke orgaan van de 'linkse communistische' oppositie, op aanwijzing van Radek en Oeritskiy. Tijdens het Buitengewone Zevende Congres van de Russische Communistische Partij (Bolsjewieken), dat van 6 tot 8 maart 1918 plaatsvond, werden de Stellingen over de huidige situatie, die door de 'linkse communisten' als resolutie waren ingediend, verworpen. De "linkse communisten" Lomov en Oeritskiy, die in het Centraal Comité waren gekozen, verklaarden op het congres dat zij niet voor het Centraal Comité zouden werken. Ondanks aanhoudende eisen van het Centraal Comité gingen zij daar enkele maanden niet aan de slag.
Op 25 mei 1918 begon met de Opstand van het Tsjechoslowaakse Legioen de Russische Burgeroorlog en Oeritskiy nam zijn positie in het Centraal Comité weer in. Hoewel hij tegenstander was van de doodstraf, tekende hij toch executiebevelen die door zijn commissie waren goedgekeurd. 

## Moord
Op 30 augustus [O.S. 17 augustus] 1918 werd Oeritskiy vermoord door Leonid Kannegisser, een jonge cadet van het Keizerlijke Russische Leger. Kannegisser pleegde de aanslag buiten het hoofdkwartier van de Tsjeka in Petrograd, uit wraak voor de executie van zijn vriend en andere legerofficieren. Na deze moord, en na de moordaanslag op dezelfde dag op Lenin door de sociaal-revolutionair Fanny Kaplan, begon de Bolsjewistische regering met een golf van repressie die bekend zou worden als de Rode Terreur. Het Paleisplein in Petrograd heette van 1918 tot 1944 het Oeritskiyplein en ook vandaag de dag zijn er nog veel straten in Rusland die naar hem vernoemd zijn.
Oeritskiy werd op 2 september 1918 met eer begraven op het Marsveld in Petrograd.